# Джим Маклін
Джим Юілл Маклін (англ. James Yuill McLean, 21 квітня 1937, Ларкхолл, Шотландія — 26 грудня 2020) — шотландський футболіст, що грав на позиції нападника. По завершенні ігрової кар'єри — тренер.
Виступав, зокрема, за клуб «Данді» та «Кілмарнок».

## Ігрова кар'єра
Народився 21 квітня 1937 року в місті Ларкхолл. Вихованець футбольної школи клубу «Ларкхолл Тісл».
У дорослому футболі дебютував 1956 року виступами за команду клубу «Гамільтон Академікал», в якій провів чотири сезони, взявши участь у 129 матчах чемпіонату. 
Протягом 1960—1965 років захищав кольори команди клубу «Клайд».
Своєю грою за останню команду привернув увагу представників тренерського штабу клубу «Данді», до складу якого приєднався 1965 року. Відіграв за команду з Данді наступні три сезони своєї ігрової кар'єри. Більшість часу, проведеного у складі «Данді», був основним гравцем атакувальної ланки команди.
Завершив професійну ігрову кар'єру у клубі «Кілмарнок», за команду якого виступав протягом 1968—1970 років.

## Кар'єра тренера
Розпочав тренерську кар'єру невдовзі по завершенні кар'єри гравця, 1971 року, очоливши тренерський штаб клубу «Данді Юнайтед». Працював з «Данді» до 1993 року, ставши найуспішнішим тренером в історії клубу.
На рівні збірних працював чотири роки помічником Джока Стіна, який був головним тренером Шотландії. Під їхнім керівництво національна команда взяла участь у Чемпіонаті світу 1982 року.

## Титули і досягнення

### Як тренера
«Данді»
- Чемпіон Шотландії : 1982–83
- Кубок Ліги : 1979–80, 1980–81
- Кубок УЄФА : віце-чемпіон 1986–87
- Кубок Форфарширу : 1971–72,[2] 1974–75,[3] 1975–76,[4] 1976–77,[5] 1979–80,[6] 1984–85,[7] 1986–87,[8] 1987–88[9]